# 斯泰西·米尔伯恩
斯泰西·帕克·米尔伯恩（英語：Stacey Park Milbern，1987年5月19日—2020年5月19日）是美国残疾人权利活动家。她推動了残疾人正义运动的發展，并倡导社會要公平对待残疾人。

## 生平

### 早年生活
米尔伯恩出生于首爾特別市的美国陆军医院，其患有先天性肌营养不良症。她是混血儿，父亲是白人，曾在美国陆军服役，母亲是韩国人。她在北卡罗来纳州布拉格堡长大。小时候，她要依靠家人來照顾，不過後來当她开始认同自己是酷兒时，她害怕信仰福音主義的父母會因此批評她，於是她计划離家出走。

### 死亡
2020年5月19日，米尔伯恩因手术併發症於史丹佛大學医院去世。